# Championnats d'Europe de boxe amateur 2002
Navigation
Édition précédente Édition suivante
La 34e édition des championnats d'Europe de boxe amateur s'est déroulée à Perm, Russie, du 12 au 21 juillet 2002.  

## Résultats

### Podiums
| Catégories                    | Or                  | Argent               | Bronze                             |
| Poids mi-mouches (-48 kg)     | Sergey Kazakov      | Vyacheslav Gojan     | Rudolf Dydi Sorin Tanadsie         |
| Poids mouches (-51 kg)        | Georgiy Balakshin   | Alexander Vladimirov | Igor Samolenko Jérôme Thomas       |
| Poids coqs (-54 kg)           | Khavazhi Khatsygov  | Gennady Kovalev (de) | Vladimir Cucereanu Ali Hallab      |
| Poids plumes (-57 kg)         | Raimkul Malakhbekov | Shahin Imranov       | Konstantin Kupatadze Viorel Simion |
| Poids légers (-60 kg)         | Aleksandr Maletin   | Boris Georgiev       | Michele di Rocco Selçuk Aydın      |
| Poids super-légers (-63,5 kg) | Dimitar Panayotov   | Willy Blain          | Brunet Zamora Dmitry Pavlichenko   |
| Poids welters (-67 kg)        | Timur Gaydarov      | Aleksandr Bokalo     | Sebastian Zbik Dorel Simion        |
| Poids super-welters (-71 kg)  | Andrey Mishin       | Lukas Wilaschek      | Marian Simion Ivan Gaivan          |
| Poids moyens (-75 kg)         | Oleg Mashkin        | Károly Balzsay       | Jani Rauhala Mamadou Diambang      |
| Poids mi-lourds (-81 kg)      | Mikhail Gala        | John Dovi            | István Syoch Viktor Perun          |
| Poids lourds (-91 kg)         | Yevgeniy Makarenko  | Vyacheslav Uzelkov   | Viktar Zuyev Marat Tovmasian       |
| Poids super-lourds (+91 kg)   | Aleksandr Povetkin  | Roberto Cammarelle   | Sebastian Köber Artyom Tsarikov    |

### Tableau des médailles
| Place | Pays              | Médaille d'or, Europe | Médaille d'argent, Europe | Médaille de bronze, Europe | Total |
| ----- | ----------------- | --------------------- | ------------------------- | -------------------------- | ----- |
| 1     | Russie            | 9                     | 1                         | 1                          | 11    |
| 2     | Ukraine           | 1                     | 2                         | 2                          | 5     |
| 3     | Bulgarie          | 1                     | 2                         | 0                          | 3     |
| 4     | Biélorussie       | 1                     | 0                         | 1                          | 2     |
| 5     | France            | 0                     | 2                         | 3                          | 5     |
| 6     | Allemagne         | 0                     | 1                         | 2                          | 3     |
| 6     | Italie            | 0                     | 1                         | 2                          | 3     |
| 6     | Moldavie          | 0                     | 1                         | 2                          | 3     |
| 9     | Hongrie           | 0                     | 1                         | 1                          | 2     |
| 10    | Azerbaïdjan       | 0                     | 1                         | 0                          | 1     |
| 11    | Roumanie          | 0                     | 0                         | 5                          | 5     |
| 12    | Arménie           | 0                     | 0                         | 1                          | 1     |
| 12    | Finlande          | 0                     | 0                         | 1                          | 1     |
| 12    | Géorgie           | 0                     | 0                         | 1                          | 1     |
| 12    | Slovaquie         | 0                     | 0                         | 1                          | 1     |
| 12    | Turquie           | 0                     | 0                         | 1                          | 1     |
| Total | 16 pays médaillés | 12                    | 12                        | 24                         | 48    |